# Dmitri Alexandrowitsch Sennikow
Dmitri Alexandrowitsch Sennikow (russisch Дмитрий Александрович Сенников; * 24. Juni 1976 in Leningrad) ist ein ehemaliger russischer Fußballspieler, der auf der Position des Abwehrspielers agierte.

## Karriere

### Verein
Sein Debüt in der ersten Liga gab Sennikow 1998 für den PFK ZSKA Moskau. 1999 wechselte er zu Rubin Kasan. Von 2000 bis 2010 spielte der Verteidiger für Lokomotive Moskau, wo er 2002 und 2004 russischer Meister wurde.

### Nationalmannschaft
Sennikow gehörte zum Aufgebot der russischen Nationalmannschaft bei der Fußball-Weltmeisterschaft 2002 und absolvierte ein Vorrundenspiel. Auch für die Fußball-Europameisterschaft 2004 wurde er in das russische Team berufen und kam zu drei Einsätzen in der Vorrunde. Insgesamt machte er in der russischen Mannschaft 26 Spiele, blieb aber ohne Torerfolg.